# Ein Gstanzl vom Tanzl
Ein Gstanzl vom Tanzl (En vers för sång) är en sång med musik av Johann Strauss den yngre. Den spelades första gången den 20 januari 1894 i kompositörens hem i Wien.

## Historia

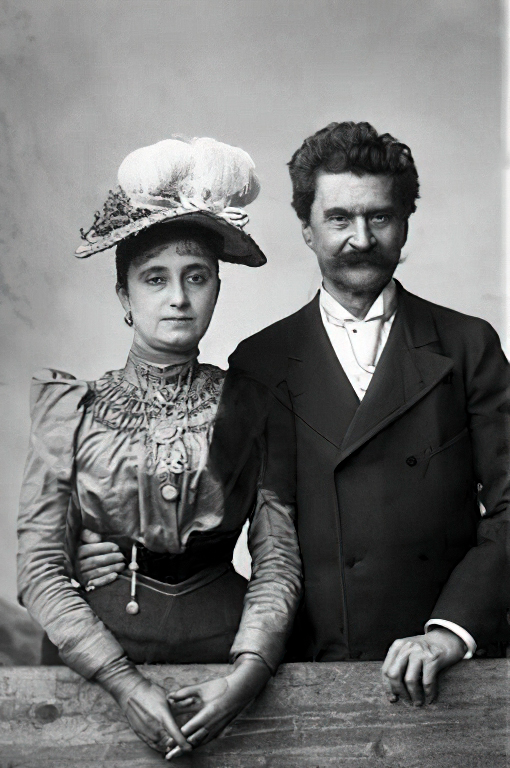
Adèle och Johann Strauss.

När Johann Strauss 1887 gifte sig med sin tredje hustru Adèle Strauss (född Deutsch, 1856-1930) blev han även styvfar till Adèles enda barn från sitt tidigare äktenskap med Anton Strauss (1845-77), en dotter vid namn Alice Elisabeth Katharina Maria (1875-1945). Johann Strauss, som inte var släkt med Anton Strauss, fick inga egna barn men behandlade Alice som om hon hade varit hans egen. Den 20 januari 1894 anordnade paret Strauss en bal i sitt palatsliknande hem i Wien. Då Alice var född den 23 januari 1875 blev tillställningen även en del av firandet av hennes 19-årsdag. Till evenemanget tonsatte Strauss tre korta verser, vilka hade skrivits av hans vän Ludwig von Dóczy (librettist till Strauss opera Ritter Pásman). Strauss lät trycka upp både text och musik, och gav dessa som gåva till alla damer på balen. På framsidan stod det datumet "20 Januari 1894" och på baksidan stod titeln på wienerdialekt "Ein Gstanzl vom Tanzl". Inuti fanns Strauss dedikation: "Till min älskade dotter Alices födelsedag", följt av text och musik, och slutligen Strauss signatur i faksimil. En vecka senare, söndagen den 28 januari 1894, publicerade Neues Wiener Journal texten och musiken till sången men utan dedikationen. Sången bestod av endast 38 takter och i anslutning till versionen för röst och piano förberedde Strauss även ett arrangemang för 24 musiker men det är okänt om den senare versionen framfördes i Strauss hem (För orkesterversionen, se Auf der Alm).
I maj 1894 tyckte Adèle Strauss att verket skulle göras tillgängligt för en bredare publik. Den 19 och 20 maj höll furstinnan Pauline von Metternich en välgörenhetsfest i Wien med titeln "Från 1794 till 1994: Wiens historia, nutid och framtid!". Festen, som hölls i två dagar, lockade över 200 000 människor. Adèle och Alice innehade ett marknadsstånd där de sålde autografer av celebriteter såsom kompositörerna Johannes Brahms, Karl Goldmark och Ruggiero Leoncavallo; författaren och librettisten Julius Bauer; skulptören Viktor Tilgner; skådespelarna Alexander Girardi, Franz Tewele och Helene Odilon, samt naturligtvis Johann Strauss själv. Adèle utnyttjade även tillfället till att sälja kopior av makens födelsedagssång till Alice, omtryckt med titeln "Gstanzl zum [sic] Tanzl von Schani Strauss". Tidningen Fremden-Blatt skrev att verket hade "komponerats speciellt för festen".

## Om verket
Speltiden är ca 1 minut och 7 sekunder plus minus några sekunder beroende på dirigentens musikaliska tolkning.

## Weblänkar
- Ein Gstanzl vom Tanzl i Naxos-utgåvan.